# Broizem

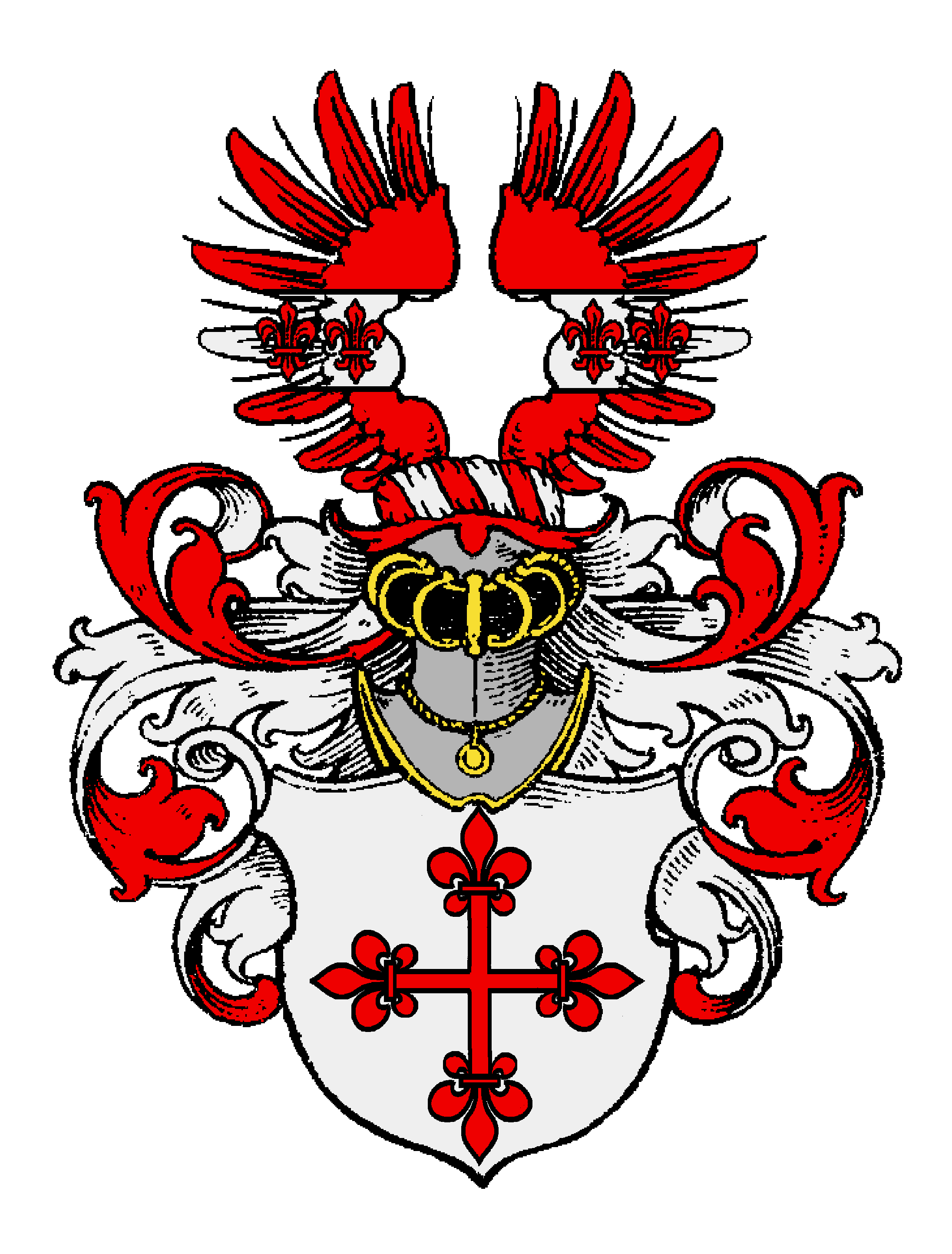
Wappen derer von Broizem

Broizem, auch Broitzem, ist der Name eines alten braunschweigischen Rats- und Adelsgeschlechts. 

## Geschichte
Der Familienname, von dem Ort Broitzem hergeleitet, wird 1234 mit Bertoldus de Brothsiem erstmals urkundlich erwähnt. Nach einer angenommenen Stammreihe war dessen Sohn der Ritter Martinus de Brotzem, der 1291 starb. Er ist um 1273 im 2. Band des Urkundenbuchs der Stadt Braunschweig verzeichnet. Dessen Sohn war Ludolf († 1316), und dessen gleichnamiger Sohn ist 1321–1336 in Braunschweig verzeichnet. Er starb etwa 1349. Dessen Sohn soll Jordan von Broitzem gewesen sein, mit dem die gesicherte Stammreihe beginnt. Er war Knochenhauer und Hausbesitzer in Braunschweig, urkundlich 1350 erwähnt und 1371/72 gestorben. Die Familie, organisiert im Tuchhandel, gehörte auch zum braunschweigischen Patriziat. Sie stellte von 1400 bis 1653 durchgängig Ratsherren der Neustadt und Altstadt sowie mehrfach Braunschweiger Bürgermeister.
Bernt von Broitzem (1512–1561) war 1552–1559 Bürgermeister der Braunschweiger Neustadt und verheiratet mit Elisabeth von Vechelde, die im Jahr 1583 starb. Sie entstammte einer der angesehensten Braunschweiger Patrizierfamilien. Einer ihrer Brüder war der Lübecker Bürgermeister Hermann X. von Vechelde.

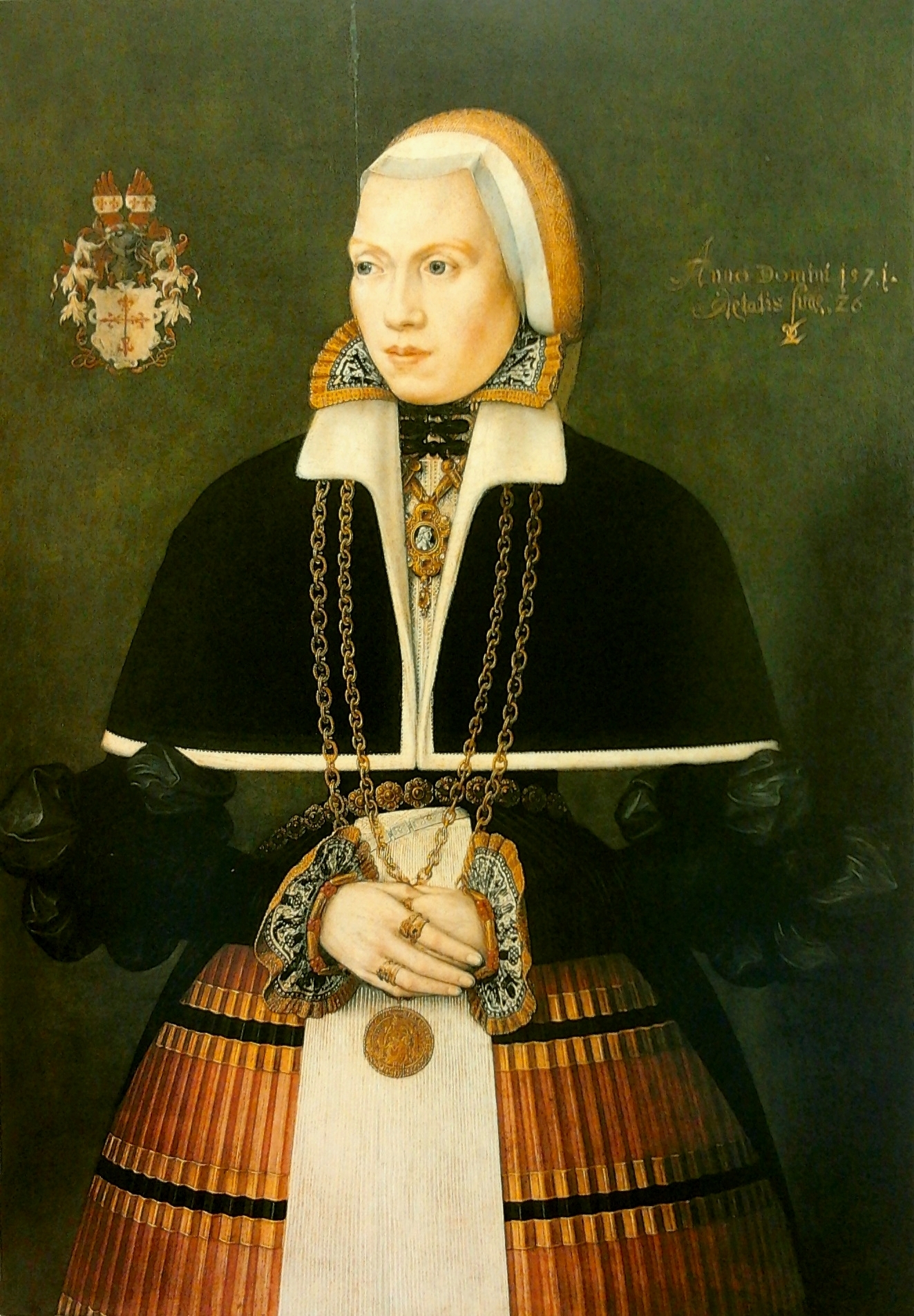
Dorothea von Broitzem († 1594), vermählte von Vechelde, 1571 gemalt von Ludger tom Ring dem Jüngeren

Bernt von Broitzems Nichte Dorothea von Broitzem († 1594) war 1570 die zweite Gemahlin seines Schwagers Tile III. von Vechelde (1525–1596) geworden, der Gewandschneider, Gildemeister und Fernhändler mit Tuchen, Häuten und Leder, Mitglied im Braunschweiger Rat und 1587–1595 Kleiner Bürgermeister der Altstadt war.
Ein Zweig des Geschlechts von Broizem etablierte sich ab dem 17. Jahrhundert in Riga, ein anderer in Sachsen, während es in Braunschweig selbst um 1800 erlosch.
Die preußische Anerkennung des Adels erfolgte am 7. Oktober 1706 zu Berlin für den preußischen Rittmeister Ulrich von Broitzem auf Kochstedt.

## Wappen
Das Stammwappen zeigt das Lilienkreuz (Lilienstabkreuz). Teilweise wurde dies irrtümlich als vier kreuzförmig gestellte, auswärts gekehrte Lilien blasoniert und abgebildet. Der Adelsbrief von 1706 zeigt dann auch in Silber vier kreuzförmig gestellte, voneinander abgewendete rote Lilien. Auf dem Helm mit rot-silbernen Decken ein offener roter Flug, beiderseits belegt mit je einem silbernen Balken, auf dem zwei rote Lilien nebeneinander stehen.
Eine historische Wappendarstellung befindet sich an der Andreaskirche in Braunschweig.

## Bekannte Familienmitglieder

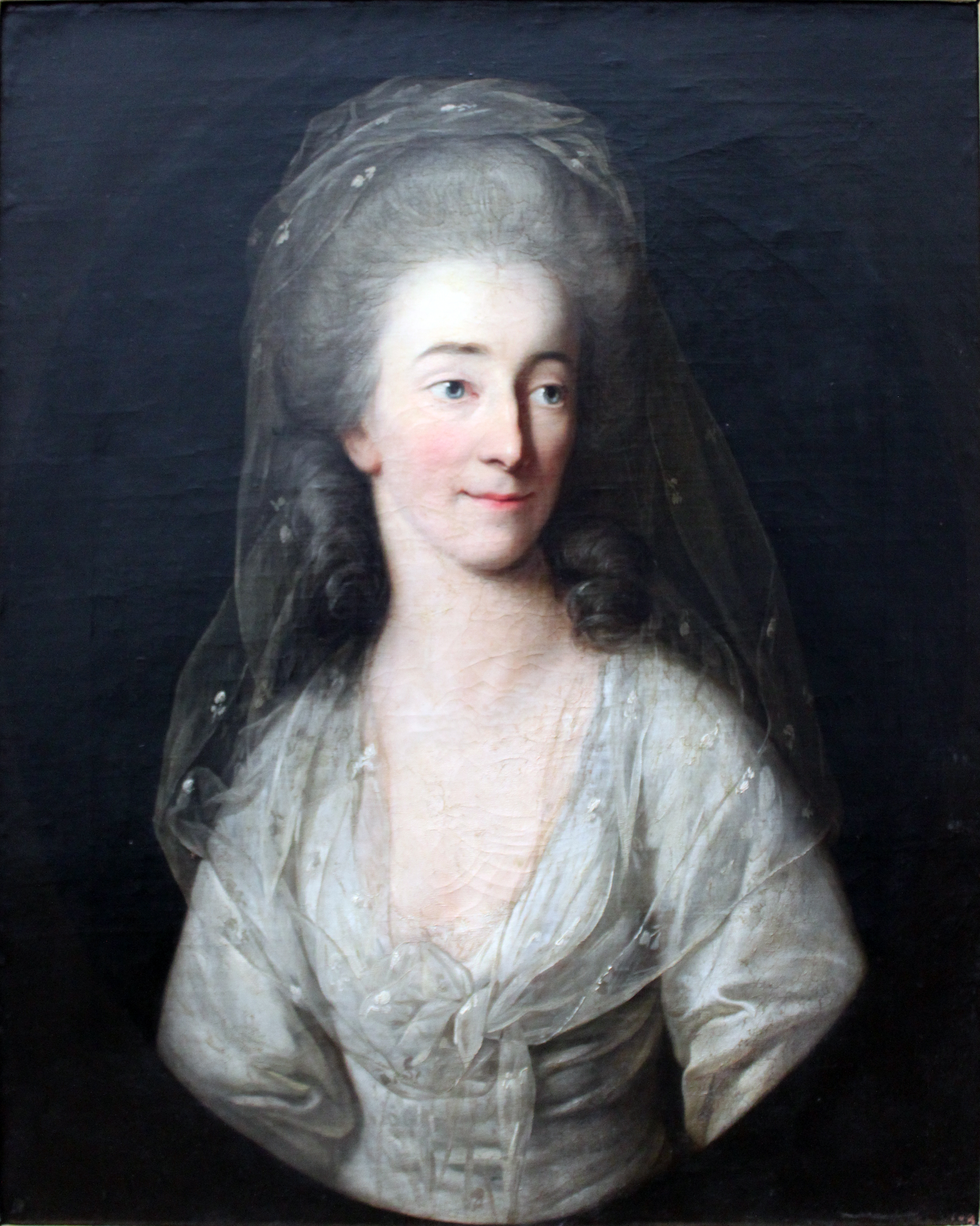
Isabella von Broizem, 1783 gemalt von Anton Graff

- Bernt von Broitzem (Berent von Breitzem; 1512–1561), 1552–1559 Bürgermeister der Braunschweiger Neustadt
- Carl Victor August von Broizem (1741–1812), 1764–1785 Amtshauptmann des Meißner Kreises, seit 1785 Geheimer Kriegsrat, seit 1805 Vizepräsident des Geheimen Kriegsratskollegiums, Förderer und Vorsteher des Dresdner Freimaurerinstituts
- Eduard von Broizem (1798–1872), Geheimer Rat und Direktor der II. Abteilung des Sächsischen Finanzministeriums, 1844–1855 Kreisdirektor, seit 1854 Ehrenbürger von Leipzig
- Hermann von Broizem (1850–1918), sächsischer General der Kavallerie